# Альба Аугуст
Альба Адель Аугуст (нар. 6 червня 1993) — шведська актриса та співачка данського походження.

## Раннє життя
Альба є донькою данського режисера Білле Аугуста та шведської актриси та режисерки Пернілли Аугуст, які розлучилися в 1997 році. Її старша сестра Аста Остергрен також актриса. По лінії батька в неї є два старші зведені брати, на ім'я Адам Аугуст і Андерс Аугуст, обидва вони є сценаристами.

## Кар'єра
Аугуст дебютувала в другорядній ролі у фільмі свого батька «Пісня для Мартіна» у 2001 році. У 2017 році Аугуст знялася в данськомовному серіалі Netflix «Дощ». Вона також отримала позитивні відгуки за роль у фільмі «Бути Астрід Ліндгрен».
У 2018 році вона закінчила Національну школу сценічних мистецтв у Копенгагені.
30 липня 2020 року Аугуст випустила свій сингл «We're Not Gonna Make It». Він був представлений у саундтреку серіалу Netflix «Дощ».
12 листопада 2021 року Аугуст випустила свій дебютний альбом «I Still Hide», який увійшов до топ-10 шведського чарту альбомів Apple Music.

## Особисте життя
Вона володіє шведською та данською мовами на рівні рідної мови. Вона також розмовляє англійською.

## Фільмографія

### Фільми
| Рік  | Назва                       | Роль                      | Примітки                              |
| ---- | --------------------------- | ------------------------- | ------------------------------------- |
| 2001 | Пісня для Мартіна           | Дівчина, немає в титрах   | Грає на флейті                        |
| 2010 | За межами                   | Голос за кадром (голос)   |                                       |
| 2012 | День народження             | Актор                     | Короткометражний                      |
| 2013 | Довіра                      | Селінда                   | Головна роль                          |
| 2013 | ІРЛ                         | Агнес                     |                                       |
| 2014 | Треба поговорити            | Офіціантка                | Короткометражний                      |
| 2014 | Іноді я бажаю               | Дівчина                   | Відео коротке                         |
| 2015 | Дріади — дівчата не плачуть | Kjersti                   |                                       |
| 2016 | Нація                       | Йонна                     | Короткий                              |
| 2016 | Серйозна гра                | Alma, в титрах не указана |                                       |
| 2016 | Фанні                       | Фанні                     | Короткий                              |
| 2018 | Сцени з ночі                | Сара                      | Короткий                              |
| 2018 | Неспокій                    | Еліза                     | Короткий                              |
| 2018 | Бути Астрід Ліндгрен        | Астрід Ерікссон           | Головна роль                          |
| 2019 | Ідеальний пацієнт           | Дженні Куттім             |                                       |
| 2020 | Дощ: кінець ери             | Симона                    | Короткометражний документальний фільм |
| 2020 | Косатка                     | Ганна                     |                                       |
| 2021 | Тисяча годин                | Лаура                     |                                       |
| 2023 | Стокгольмська кривава лазня | Фрея Ерікссон             |                                       |

### Серіали
| Рік       | Назва                 | Роль            | Примітки¨                                  |
| --------- | --------------------- | --------------- | ------------------------------------------ |
| 2013      | Вбивства в Сандгамні  | Ліна Розен      | 3 сезон                                    |
| 2014      | Спадок                | Лена            | «1,2»                                      |
| 2015      | Земний постріл        | Ліна            | «Дель І», «Дель II», «Дель VII»            |
| 2015      | Поки вичавлюємо лимон | Лізалотта       | «Вересень: Ми йдемо назустріч один одному» |
| 2017      | Під поверхнею         | Марі Бендікс    |                                            |
| 2018–2020 | Дощ                   | Сімона Андерсен | Головна роль                               |
| 2021      | Усім, крім нас        | Хільма          | Головна роль                               |
| 2021      | Натбі                 | Анна            | Головна роль                               |
| 2022      | День                  |                 |                                            |

## Дискографія

### Альбоми
| Назва        | Деталі альбому | Пікові позиції на діаграмі |
| Назва        | Деталі альбому | SWE                        |
| ------------ | --- | -------------------------- |
| I Still Hide | - Випущено: 12 листопада 2021 р. - Лейбл: Helga Film AB, Universal Music AB - Формат: цифрове завантаження, потокове передавання, платівка | 22                         |

### Розширені п'єси
| Назва    | Деталі ЕП |
| -------- | --- |
| Overflow | - Випущено: 28 трав. 2021 р. - Лейбл: Helga Film AB, Universal Music AB - Формат: цифрове завантаження, потокове передавання |

### Сингли
| Назва                     | рік            | Альбом              |
| ------------------------- | -------------- | ------------------- |
| «We're Not Gonna Make It» | 31 липня 2020  | Позаальбомний сингл |
| «Lights»                  | 19 лютого 2021 | I Still Hide        |
| «Killing Time»            | 9 квітня 2021  | I Still Hide        |
| «Quitter»                 | 20 серпня 2021 | I Still Hide        |
| «Honey»                   | 1 жовтня 2021  | I Still Hide        |

### Інші пісні в чартах
| Назва      | Рік  | Пікові позиції на діаграмі | Альбом       |
| Назва      | Рік  | SWESverigetopplistan       | Альбом       |
| ---------- | ---- | -------------------------- | ------------ |
| «So Alive» | 2021 | 13                         | I Still Hide |